# Cục Tổ chức Trung ương Đảng Cộng sản Nga khóa XIII (1924–1926)
Cục Tổ chức Trung ương Đảng Cộng sản Nga khóa XIII được bầu tại Hội nghị Trung ương lần thứ nhất của Ban chấp hành Trung ương Đảng Cộng sản Nga (Bolsheviks) khóa XIII được tổ chức ngày 2/6/1924.

## Ủy viên chính thức
| Ủy viên chính thức | Ủy viên chính thức             | Ủy viên chính thức | Ủy viên chính thức | Ủy viên chính thức | Ủy viên chính thức |
| STT                | Họ tên (sinh-mất)              | Chức vụ            | Chức vụ            | Chức vụ | Ghi chú            |
| STT                | Họ tên (sinh-mất)              | Nhiệm kỳ           | Nhiệm kỳ           | Chức vụ kiêm nhiệm | Ghi chú            |
| ------------------ | ------------------------------ | ------------------ | ------------------ | --- | ------------------ |
| 1                  | Andrey Andreyev (1895–1971)    | 2/6/1924           | 1/1/1926           | Bí thư Trung ương Đảng Cộng sản toàn Liên bang Chủ tịch Ủy ban Trung ương Công đoàn Đường sắt                                                                      |                    |
| 2                  | Andrei Bubnov (1884–1938)      | 2/6/1924           | 1/1/1926           | Bí thư Trung ương Đảng Cộng sản toàn Liên bang Tổng cục trưởng Tổng cục chính trị quân đội Liên Xô                                                                 |                    |
| 3                  | Kliment Voroshilov (1881–1969) | 2/6/1924           | 1/1/1926           | Ủy viên Trung ương Đảng Cộng sản toàn Liên bang Tư lệnh Quân khu Moskva                                                                                            |                    |
| 4                  | Alexander Dogadov (1888–1937)  | 2/6/1924           | 1/1/1926           | Ủy viên Trung ương Đảng Cộng sản toàn Liên bang Thư ký Hội đồng Trung ương các Công đoàn toàn Liên Xô                                                              |                    |
| 5                  | Isaak Zelensky (1890–1938)     | 2/6/1924           | 1/1/1926           | Bí thư Trung ương Đảng Cộng sản toàn Liên bang Bí thư thứ nhất Cục Trung Á Bí thư thứ nhất Tỉnh ủy Moskva                                                          |                    |
| 6                  | Lazar Kaganovich (1893–1991)   | 2/6/1924           | 1/1/1926           | Bí thư Trung ương Đảng Cộng sản toàn Liên bang Trưởng ban Ban Tổ chức phân bổ Trung ương Đảng Cộng sản toàn Liên bang Tổng Bí thư Trung ương Đảng Cộng sản Ukraine |                    |
| 7                  | Mikhail Kalinin (1875–1946)    | 2/6/1924           | 1/1/1926           | Ủy viên dự khuyết Bộ Chính trị Đảng Cộng sản toàn Liên bang Chủ tịch Ủy ban Chấp hành Trung ương Đại hội Xô Viết Toàn Nga                                          |                    |
| 8                  | Vyacheslav Molotov (1890–1986) | 2/6/1924           | 1/1/1926           | Ủy viên dự khuyết Bộ Chính trị Trung ương Đảng Cộng sản toàn Liên bang Bí thư Trung ương Đảng Cộng sản toàn Liên bang                                              |                    |
| 9                  | Klavdija Nikolaeva (1893–1944) | 2/6/1924           | 1/1/1926           | Bí thư dự khuyết Trung ương Đảng Cộng sản toàn Liên bang Trưởng ban Ban Phụ nữ Công Nông Trung ương Đảng Cộng sản toàn Liên bang                                   |                    |
| 10                 | Alexander Smirnov (1878–1938)  | 2/6/1924           | 1/1/1926           | Ủy viên Trung ương Đảng Cộng sản toàn Liên bang Ủy viên Dân ủy Nông nghiệp Nga Xô                                                                                  |                    |
| 11                 | \|Joseph Stalin (1878–1953)    | 2/6/1924           | 1/1/1926           | Ủy viên Bộ Chính trị Đảng Cộng sản toàn Liên bang Bí thư Trung ương Đảng Cộng sản toàn Liên bang Tổng Bí thư Trung ương Đảng Cộng sản toàn Liên bang               |                    |
| 12                 | Nikolai Uglanov (1886–1937)    | 20/8/1924          | 1/1/1926           | Bí thư Trung ương Đảng Cộng sản toàn Liên bang Chủ tịch Ủy ban Chấp hành Xô Viết tỉnh Nizhny Novgorod                                                              |                    |

## Ủy viên dự khuyết
| Ủy viên dự khuyết | Ủy viên dự khuyết             | Ủy viên dự khuyết | Ủy viên dự khuyết | Ủy viên dự khuyết | Ủy viên dự khuyết |
| STT               | Họ tên (sinh-mất)             | Chức vụ           | Chức vụ           | Chức vụ | Ghi chú           |
| STT               | Họ tên (sinh-mất)             | Nhiệm kỳ          | Nhiệm kỳ          | Chức vụ kiêm nhiệm | Ghi chú           |
| ----------------- | ----------------------------- | ----------------- | ----------------- | --- | ----------------- |
| 1                 | Nikolay Antipov (1894–1938)   | 2/6/1924          | 1/1/1926          | Bí thư dự khuyết Trung ương Đảng Cộng sản toàn Liên bang Bí thư thứ nhất Tỉnh ủy Moskva                                                                  |                   |
| 2                 | Felix Dzerzhinsky (1877–1926) | 2/6/1924          | 1/1/1926          | Ủy viên dự khuyết Bộ Chính trị Đảng Cộng sản toàn Liên bang Tổng cục trưởng Tổng cục bảo vệ chính trị Quốc gia Chủ tịch Xô Viết Tối cao Kinh tế Quốc Dân |                   |
| 3                 | Ivan Lepse (1889–1929)        | 2/6/1924          | 1/1/1926          | Ủy viên Trung ương Đảng Cộng sản toàn Liên bang Ủy viên Đoàn Chủ tịch Hội đồng Trung ương các Công đoàn toàn Liên Xô                                     |                   |
| 4                 | Mikhail Tomsky (1880–1936)    | 2/6/1924          | 1/1/1926          | Ủy viên Bộ Chính trị Đảng Cộng sản toàn Liên bang Chủ tịch Hội đồng Trung ương các Công đoàn toàn Liên Xô                                                |                   |
| 5                 | Nikolai Chaplin (1902–1938)   | 2/6/1924          | 1/1/1926          | Ủy viên dự khuyết Trung ương Đảng Cộng sản toàn Liên bang Bí thư thứ nhất Trung ương Đoàn Thanh niên Cộng sản Lenin toàn Liên bang                       |                   |
| 6                 | Mikhail Frunze (1885–1925)    | 2/6/1924          | 1/1/1926          | Ủy viên dự khuyết Bộ Chính trị Đảng Cộng sản toàn Liên bang Chủ tịch Hội đồng Quân sự Cách mạng Ủy viên Dân ủy Quân sự và Hải quân Liên Xô               |                   |